# Wilhelm von Saldern
Wilhelm von Saldern (* 7. August 1702; † 26. Juli 1758 bei Königgrätz) war königlich-preußischer Generalmajor, Chef des Infanterie-Regiments Nr. 54 sowie Ritter des Pour le Mérite und Erbherr auf Graz und Rechentin.

## Leben
Er wurde von Hauslehrern erzogen und kam 1716 in die Kadettenanstalt in Magdeburg, im Jahr darauf wechselte er nach Berlin. 1720 kam er als Fahnenjunker zum Regiment Nr. 1 und wurde noch im gleichen Jahr Fähnrich. 1722 wurde er Seconde-Lieutenant und 1726 Premier-Lieutenant. In diesem Zeitraum reiste er durch Deutschland und Elsass-Lothringen, um Soldaten zu werben. 1738 wurde er Stabshauptmann und erhielt 1739 eine eigene Kompanie. Unter dem neuen König Friedrich II. wurde er in das neue Füsilier-Regiment Nr. 28 versetzt. Er war auch der Bote, der die Nachricht vom Tod des alten Königs nach Ansbach brachte. Nachdem er wieder in Berlin angekommen war, erhielt er ein Grenadierbataillon.
Im ersten Schlesischen Krieg nahm das Bataillon im Dezember 1740 Glogau ein. Es zog weiter nach Oberschlesien und kämpfte am 10. April 1741 in der Schlacht bei Mollwitz. Anschließend befand es sich bei der Belagerung der Festung Brieg. Bei den Verhandlungen zur Übergabe der Festung war Saldern sogar eine der Geiseln. Beim anschließenden Gefecht bei Rothschloß konnte er sich auszeichnen und in der nachfolgenden Schlacht bei Chotusitz (Czaslau) war er in den schlesischen Bergen stationiert. 1744 war er zunächst bei den Truppen zur Belagerung von Prag und im Dezember 1744 kämpfte er beim Korps von Leopold von Anhalt-Dessau in Oberschlesien. Am 18. März 1745 wurde er zum Oberstleutnant befördert. Während der Schlacht bei Hohenfriedberg war Saldern bei seinem Regiment in Breslau. Während der Schlacht bei Soor stand er beim Korps unter Nassau um Oberschlesien gegen die Österreicher zu schützen. Bei der Belagerung von Cosel war er wieder in den Laufgräben bis zur Eroberung der Festung. 1747 wurde er zum Oberst befördert und 1755 wurde er zum Kommandeur im Regiment Nr. 28 und am 11. Juli 1756 Generalmajor. Dazu bekam er ein Gehalt von 1500 Talern und den Orden Pour le Mérite.
Im Siebenjährigen Krieg bekam er eine eigene Brigade aus dem Regimenter Nr. 42 und Nr. 40 unter Schwerin. Nach der Kapitulation der sächsischen Armee bei Pirna erhielt er das ehemalige sächsische Regiment Utterodt, das nun zum preußischen Regiment Nr. 54 wurde. Dieses marschierte danach nach Magdeburg, er selbst blieb in Friedland, das er mit den preußischen Truppen gegen die Österreicher verteidigte. Er führte dann seine Brigade in die Schlacht bei Prag, wo er schwer verletzt wurde und ins Lazarett im Margaretenkloster musste. Die Kugel aus seiner rechten Schulter konnte erfolgreich entfernt werden. Er kam zur Erholung nach Sachsen und der König machte ihm zum Kommandanten von Wittenberg. Anfang 1758 war wieder genesen und kam wieder zur Armee des Königs. Er wurde Oberkommandierender der Kavallerie und Infanterie in Oberschlesien mit dem Hauptquartier in Troppau. Die Stadt wurde von 2500 Männern verteidigt, als der österreichische Feldmarschallleutnant de Ville am Mittag des 18. Februar mit einer Armee von fast 15.000 Mann angriff. Am nächsten Tag zog sich Saldern unauffällig ohne Verluste zurück, so dass der nächste Angriff ins Leere ging. Doch seine alte Wunde brach wieder auf. Er unterzog sich zwei Operationen die aber keine Hilfe brachten, so ging er wieder zur Armee des Königs und befand sich bei der Vorhut auf dem Vormarsch nach Böhmen. Er wurde bei Königgrätz stationiert. Der Posten wurde in der Nacht vom 25. auf den 26. Juli 1758 angegriffen. Er fiel bei diesem Angriff und wurde auf dem Friedhof des Kapuzinerklosters begraben.

## Familie
Seine Eltern waren Aschwin von Saldern (* 7. August 1656; † 1714) und Anna Dorothea von Ingersleben (* 16. Juni 1672; † 27. April 1759) aus dem Hause Schrepkau und Tochter von Heinrich Rudolf von Ingersleben. Der Generalmajor Heinrich von Saldern war sein Bruder. Er war mit Sophie Charlotte von Saldern (1720–1759) verheiratet. Sie war die Tochter des Kammergerichtsrats und Erbherren auf Wilsnack Friedrich August von Saldern und Charlotte Elisabeth von Saldern. Mit seiner Frau hatte er drei Töchter und einen Sohn:
- Dorothea Charlotte Emilie (* 18. November 1742; † 1813)

⚭ Hans Christoph von Königsmarck (1701–1779)
⚭ Albrecht Ludwig von Quitzow (1740–1803)
- Johanna Louise (* 6. April 1748; † 2. März 1750)
- Rudolf Christoph Gustav (* 23. August 1753; † 12. Januar 1753)
- Sophie Friederike (* 7. August 1754; † 1776) ⚭ Achatz Christoph von Bismarck (1737–1796)